# Wet internationale misdrijven
De Wet internationale misdrijven (WIM) is een op 1 oktober 2003 in werking getreden Nederlandse wet die de strafbepalingen van het Statuut van Rome inzake het Internationaal Strafhof in het Nederlandse recht implementeert. De wet vervangt de Uitvoeringswet genocideverdrag, Uitvoeringswet folteringverdrag en grote delen van de Wet oorlogstrafrecht. Met de WIM beoogt de wetgever de verschillende internationale misdrijven zo veel mogelijk in één wettelijke regeling te concentreren. In de WIM zijn genocide, misdrijven tegen de menselijkheid, oorlogsmisdrijven, foltering en gedwongen verdwijning strafbaar gesteld.

## Geschiedenis
Met de toetreding van Nederland tot het Statuut van Rome inzake het Internationaal Strafhof verplichtte Nederland zich ook om, op basis van het complementariteitsbeginsel, de delicten uit het Statuut strafbaar te stellen. Uit het complementariteitsbeginsel vloeit namelijk voort dat staten in eerste instantie zelf de internationale misdrijven dienen te vervolgen. Daarom moeten, volgens de regering, staten die partij zijn bij het Statuut zelf "in hun nationale wetgeving in adequate rechtsmacht en strafbaarstellingen [...] voorzien." Voor de implementatie van het Statuut had Nederland de keuze tussen implementatie in bestaande wetgeving of implementatie in een geheel nieuwe wet. De regering koos voor de implementatie in een nieuwe wet, omdat implementatie in reeds bestaande wetten tot versnippering zou leiden – wat de over- en inzichtelijkheid van de implementatie zou aantasten.De implementatie in een zelfstandige wet werd daarentegen juist praktisch en overzichtelijk geacht. Ook hechtte de regering er belang aan dat het voor andere landen direct inzichtelijk is hoe Nederland het Statuut heeft geïmplementeerd. De regering meende namelijk dat Nederland als gastland van het Strafhof een voorbeeldfunctie had en dat andere landen met belangstelling naar de Nederlandse implementatie uitkeken. Tot slot vond de regering implementatie in een eigen wet het sui-generis-karakter van de bepalingen beter benadrukte. Wel wilde de regering het Statuut in twee verschillende wetten implementeren. In één wet zouden dan de procesrechtelijke aspecten (voornamelijk met betrekking tot samenwerking en rechtshulp) geregeld worden. In de andere wet konden dan de materieelrechtelijke bepalingen met betrekking tot de delicten komen te staan. Het was oorspronkelijk de bedoeling van de regering om de bestaande nationale wetgeving volledig te vervangen door de gehele Wet oorlogstrafrecht (WO) te herzien. Deze moest daarvoor uitgebreid worden met de strafbaarstelling van misdrijven tegen de menselijkheid, genocide en foltering. De Uitvoeringswet genocideverdrag en Uitvoeringswet folteringverdrag zouden dan ingetrokken worden. Ook zou de WO hernoemd moeten worden, aangezien het dan ook misdrijven zou omvatten die buiten oorlogstijd gepleegd konden worden. Uiteindelijk liep het anders. Het processuele gedeelte krijg zijn plaats in de Uitvoeringswet Internationaal Strafhof, maar het materieelrechtelijke gedeelte kwam niet in de WO te staan, maar in een nieuwe Wet internationale misdrijven.

### Invoering Wet internationale misdrijven
De verschillende delicten werden in de nieuwe Wet international misdrijven opgenomen, die daardoor de Uitvoeringswet genocideverdrag en de Uitvoeringswet folteringverdrag verving, maar de Wet oorlogstrafrecht werd niet vervangen. Wel werd de WO aangepast; de materieelrechtelijke bepalingen inzake oorlogsmisdrijven werden ondergebracht in de WIM. Volgens de regering was de gehele vervanging van de WO vanwege doelmatigheidsoverwegingen niet opportuun. Immers, had de WO oorspronkelijk een geheel eigen karakter van een oorlogswet, die specifiek bedoeld was voor de "vervolging en berechting van een aantal delicten die specifiek samenhangen met een gewapend conflict waarin het Koninkrijk verwikkeld is geraakt." De Memorie van Toelichting noemt, onder andere, landverraderlijke feiten, de bevoegdheid van de militaire rechter om kennis te nemen van  misdrijven tegen de veiligheid van de staat, oorlogsmisdrijven en andere ernstige misdrijven gepleegd in oorlogstijd en de instelling van de bijzondere rechtspleging. Door de splitsing herkreeg de WO weer dit oorspronkelijke karakter van een oorlogswet.
Met de totstandkoming van de WIM zijn alle internationale misdrijven in één wet geconcentreerd. Ook de misdrijven tegen de menselijkheid vinden hierdoor een plaats in het Nederlandse strafrecht; voor de WIM konden deze misdrijven niet als zodanig worden vervolgd, wat als een groot gemis van het oude regime werd gezien. De concentratie van internationale misdrijven in één wet zorgt er tevens voor dat de algemene regels van het commune strafrecht op alle misdrijven gelijk van toepassing zijn. Voor de invoering van de WIM had elke wet nog zijn eigen uitzonderingen. Door de invoering van de WIM zijn nu dezelfde regels op alle internationale misdrijven van toepassing. Daarbij heeft de wetgever als uitgangspunt genomen dat alleen van het commune strafrecht afgeweken wordt indien het complementariteitsbeginsel hiertoe dwingt. Volgens de regering is hier alleen sprake van als de Nederlandse wetgeving bepaalde regels niet kent of daar duidelijk van afwijkt. In de overige gevallen (waar de Nederlandse regels maar miniem van de regels in het Statuut afwijken) moet de rechter de nationale rechtsbeginselen een eigen inkleuring te geven. De belangrijkste uitzonderingen op het algemene deel van het Wetboek van Strafrecht betreffen: een afwijkende regeling met betrekking tot extraterritoriale rechtsmacht; aansprakelijkheid van de meerdere; de strafuitsluitingsgrond wettelijk voorschrift of (on)bevoegd gegeven ambtelijk bevel; uitsluiting van de politieke exceptie bij uitlevering; uitsluiting van de verjaringstermijn, en; een speciale regeling voor strafrechtelijke immuniteiten.

## Wet internationale misdrijven
De WIM bevat, naast de omschrijving van de hoofdmisdrijven genocide, misdrijven tegen de menselijkheid, oorlogsmisdrijven, foltering en gedwongen verdwijning, diverse eigen bepalingen die afwijken van het commune strafrecht. Artikel 2 WIM vestigt de rechtsmacht voor de Nederlandse rechter, terwijl artikel 16 WIM de immuniteiten van buitenlandse personen codificeert. In artikel 9 wordt de strafrechtelijke aansprakelijkheid uitgebreid door de aansprakelijkheid van de meerdere en artikel 11 WIM bevat de bijzondere schulduitsluitingsgrond bevel van de meerdere. Artikel 12 WIM sluit het gebruik van de politieke exceptie bij uitlevering uit, artikel 13 WIM betreft een afwijkende verjaringsregeling en artikel 14 WIM voorziet in de ontzetting van kiesrecht. Tot slot regelt artikel 15 WIM de exclusieve bevoegdheid van de rechtbank Den Haag om kennis te nemen van misdrijven uit de WIM.

### Rechtsmacht
De Wet international misdrijven bevat in artikel 2 een aangepaste rechtsmachtbepaling die de bepalingen uit het Wetboek van Strafrecht en het Wetboek van Militair Strafrecht aanvult. Artikel 2 WIM gebruikt het woord 'onverminderd' om aan te geven dat rechtsmachtbepalingen uit het Wetboek van Strafrecht en Wetboek van Militair Strafrecht van toepassing blijven op de misdrijven uit de WIM. Deze rechtsmachtbepalingen zijn opgenomen in artikel 2 tot en met 8d van het Wetboek van Strafrecht en artikel 4 en 5 van het het Wetboek van Militair Strafrecht. Deze rechtsmacht in het commune strafrecht is voornamelijk gebaseerd op het territorialiteitsbeginsel en het vlagbeginsel, dat betekent dat (wil de Nederlandse rechter bevoegd zijn) het misdrijf op Nederlands grondgebied of aan boord van een Nederlands schip of luchtvaartuig moet zijn gepleegd. Deze vormen van rechtsmachtverkrijging gelden voor alle misdrijven, daarnaast kent het commune strafrecht ook andere aanknopingspunten voor specifieke misdrijven.
De Wet internationale misdrijven vult de rechtsmachtsbepalingen uit het commune strafrecht op drie manieren aan. In de eerste plaats vestigt artikel 2 lid 1 sub a WIM secundaire universele rechtsmacht over alle delicten van de WIM. Van universele rechtsmacht is sprake indien "de rechtsmacht [...] uitsluitend is gebaseerd op de aard en ernst van het misdrijf, ongeacht of er een direct aanknopingspunt is met de rechtsorde van de staat die die rechtsmacht claimt". Daardoor kan een staat een misdrijf berechten ook al heeft het misdrijf geen enkel aanknopingspunt met deze staat. Er is sprake van secundaire universele rechtsmacht indien de voorwaarden voor universele rechtsmacht gekoppeld zijn aan de aanwezigheid van de verdachte op het grondgebied van die staat die zijn rechtsmacht wil uitoefenen. De regering zag zich vanwege het complimentariteitsbeginsel genoodzaakt om universele rechtsmacht in de WIM op te nemen.Op basis van dit beginsel dienen staten immers te voorzien in adequate rechtsmacht ter berechting van de misdrijven uit het Statuut. Echter, achtte de regering het niet opportuun om onbegrensde rechtsmacht in de WIM op te nemen. In de eerste plaats volgde dit noch uit het volkenrecht noch uit het Statuut. Daarnaast werden berechtingen bij verstek niet wenselijk geacht voor de in de WIM opgenomen feiten. Tot slot zou het aantal rechtsmachtconflicten oplopen door het vestigen van universele rechtsmacht. Dit zou er zelfs toe kunnen leiden dat staten die een sterkere rechtsmachtclaim hebben geen rechtshulp willen of kunnen verlenen voor de berechting in Nederland. Naast het vestigen van universele rechtsmacht voorziet de WIM ook in de vestiging van rechtsmacht op basis van het actief en het passief nationaliteitsbeginsel. Van actief nationaliteitsbeginsel is sprake indien een staat rechtsmacht verkrijgt doordat het delict door een zijn onderdaan is gepleegd. Bij het passief nationaliteitsbeginsel is juist de nationaliteit van het slachtoffer van belang.
De rechtsmachtregeling van de WIM verving de oudere rechtsmachtregelingen van de WO, Uitvoeringswet genocideverdrag en Uitvoeringswet folteringverdrag. In de WO en de Uitvoeringswet folteringverdrag was reeds voorzien in (secundaire) universele rechtsmacht. Slechts in de Uitvoeringswet genocideverdrag was alleen voorzien in rechtsmacht op basis van het actief en passief nationaliteitsbeginsel. Hierdoor ontstond er een vervolgingsgat ten opzichte van genocide die (voor de inwerkingtreding van de WIM) buiten Nederland werd gepleegd en waar geen Nederland bij betrokken was. Dit vervolgingsgat werd door de Wet verruiming mogelijkheden tot opsporing en vervolging van internationale misdrijven opgeheven. Deze wet vestigde met terugwerkende kracht universele rechtsmacht over genocide.

#### Immuniteiten
Hoewel het commune strafrecht in artikel 8 Wetboek van Strafrecht reeds een brede immuniteitsbepaling bezit, heeft de regering in artikel 16 WIM ook een bepaling opgenomen die de strafvervolging van enkele personen uitsluit op grond van hen toekomende volkenrechtelijke of diplomatieke immuniteit. Uitgezonderd van vervolging zijn "buitenlandse staatshoofden, regeringsleiders en ministers van buitenlandse zaken, zolang zij als zodanig in functie zijn", "andere personen voor zover hun immuniteit door het volkenrechtelijk gewoonterecht wordt erkend" en "personen die over immuniteit beschikken op grond van enig verdrag". Buitenlandse staatshoofden, regeringsleiders en ministers van buitenlandse zaken genieten volledige immuniteit van strafvervolging. De regering voerde drie redenen aan voor deze opvatting. Allereerst zou het volgen uit het formele gelijkheidsbeginsel (ook wel aangeduid met het Latijnse adagium par in parem non habet imperium) dat staten niet over elkaars gezagsdragers mogen oordelen. Ook uit het non-interventiebeginsel blijkt dat staten zich niet met de interne aangelegenheden van andere staten behoren bemoeien. Tot slot is strafrechtelijke immuniteit voor sommige personen noodzakelijk, omdat het anders onmogelijk wordt om internationale betrekkingen met hen te onderhouden.
Onder «personen wier immuniteit door het volkenrechtelijk gewoonterecht wordt erkend» vallen verder oud-gezagsdragers (voormalige staatshoofden, regeringsleiders en ministers van buitenlandse zaken) en diplomaten van staten die geen partij zijn bij het Verdrag van Wenen inzake diplomatiek verkeer. Voor oud-gezagsdragers geldt echter een belangrijke uitzondering. Volgens de regering genieten zij, op basis van de Yerodia-uitspraak van het Internationaal Gerechtshof, slechts immuniteit voor handelingen die zij tijdens of uit hoofde van hun functie hebben verricht. Voor handelingen die voor of na hun ambtsperiode zijn gepleegd, of voor handelingen die zij op persoonlijke titel hebben uitgevoerd, geldt de immuniteit niet (men spreekt van immuniteit ratione materiae).
De categorie «personen wier immuniteit door Nederland op basis van een verdrag wordt erkend» omvat een veelheid aan personen die op basis van hun hoedanigheid immuniteit toekomt (immuniteit ratione personae). Het gaat, bijvoorbeeld, om diplomaten, afgevaardigden van bijeenkomsten van internationale organisaties, of door de Nederlandse regering uitgenodigde personen die voor een internationale organisatie komen spreken. De regering noemt als voorbeelden van verdragen waarin immuniteiten zijn geregeld het Verdrag van Wenen inzake diplomatiek verkeer, Verdrag nopens de voorrechten en immuniteiten van de Verenigde Naties en Verdrag nopens de voorrechten en immuniteiten van de gespecialiseerde organisaties.

### Misdrijven
Op basis van artikel 10 WIM zijn alle strafbare feiten in de WIM misdrijven. Specifiek strafbaar gesteld zijn: genocide (artikel 3), misdrijven tegen de menselijkheid (artikel 4), oorlogsmisdrijven (artikel 5-7), foltering (artikel 8) en gedwongen verdwijning van personen (artikel 8a). Naast deze hoofdfeiten kent de WIM ook nog enkele zogenoemde samengestelde feiten. Dit zijn misdrijven die in het Wetboek van Strafrecht zijn opgenomen en samen met een strafbaar feit uit de WIM worden gepleegd. De WIM is ook op deze samengestelde feiten van toepassing.

#### Genocide
De in de WIM gehanteerde definitie van genocide is gelijkluidend aan die in de Uitvoeringswet genocideverdrag, het Verdrag inzake de voorkoming en de bestraffing van genocide en het Statuut van Rome. Kenmerkend voor genocide is het bijzonder oogmerk van de dader dat gericht moet zijn op het geheel of gedeeltelijk vernietigen van een nationale, etnische, raciale of religieuze groep. De definitie bevat verder nog enkele handelingen waarmee dit doel bereikt moet worden. Het tweede lid stelt samenspanning en opruiing tot genocide strafbaar. Gezien het ernstige karakter van genocide is het strafmaximum levenslange gevangenisstraf of een tijdelijke gevangenisstraf van dertig jaar.
In de Nederlandse praktijk deden zich problemen voor met de vervolging van genocide, doordat de WIM weliswaar voorzag in universele rechtsmacht, maar slechts gold voor misdrijven gepleegd vanaf 1 oktober 2003. Echter, in de oude Uitvoeringswet genocideverdrag was geen universele rechtsmacht gevestigd voor het delict. Doordat de Nederlandse wet voor 1 oktober 2003 ook geen strafbaarstelling voor misdrijven tegen de menselijkheid kende ontstond hierdoor een vervolgingsgat, waardoor buitenlandse genocidairs die geen genocide jegens een Nederlander hadden gepleegd niet in Nederland vervolgd konden worden. Naar aanleiding hiervan – en tevens naar aanleiding van een door de Hoge Raad gedane uitspraak op 21 oktober 2008 – besloot de wetgever om de WIM aan te passen. Met de Wet verruiming mogelijkheden tot opsporing en vervolging van internationale misdrijven vestigde de wetgever met terugwerkende kracht vanaf 24 oktober 1970 secundaire universele rechtsmacht op het misdrijf genocide. Hierdoor konden zich in Nederland bevindende verdachten met terugwerkende kracht vervolgd worden voor genocides die zij vanaf 24 oktober 1970 hadden gepleegd.

#### Misdrijven tegen de menselijkheid
Voor de inwerkingtreding van de Wet internationale misdrijven kende het Nederlandse strafrecht geen strafbaarstelling voor misdrijven tegen de menselijkheid. De misdrijven in de WIM zijn allen overgenomen uit het Statuut van Rome. De daarin opgenomen misdrijven tegen de menselijkheid hebben hun oorsprong in verscheidene internationale documenten, zoals de handvesten van de tribunalen van Neurenberg en Tokio, de Allied Control Council Law No. 10, het Verdrag inzake de slavernij, Verdrag tegen foltering en andere wrede, onmenselijke en onterende behandeling of bestraffing en de statuten van het Joegoslaviëtribunaal en het Rwandatribunaal.
De misdrijven tegen de menselijkheid zijn in artikel 4 WIM opgenomen. Men onderscheidt drie elementen: de aanhef (lid 1), de opsomming van misdragingen die een misdrijf tegen de menselijkheid kunnen opleveren (sub a-k) en de definities (lid 2). In aanhef staat de drempel omschreven die gewone misdrijven onderscheidt van misdrijven tegen de menselijkheid. Voor een misdrijf tegen de menselijkheid moet het delict begaan zijn "als onderdeel van een wijdverbreide of stelselmatige aanval gericht tegen een burgerbevolking". Van een «aanval tegen de burgerbevolking» is sprake indien een misdrijf meerdere keren gepleegd is tegen een burgerbevolking én indien deze aanval "ter uitvoering of voortzetting van het beleid van een staat of organisatie" is gepleegd. De bestanddelen «wijdverbreid» en «stelselmatig» zijn niet nader in de wet bepaald, maar blijkens de memorie van toelichting duidt wijdverbreid op "aanvallen die grootschalig dan wel omvangrijk zijn" terwijl stelselmatig verwijst naar "een bepaald patroon of methodisch plan". Een misdrijf tegen de menselijkheid kan zowel tijdens een gewapend conflict als ook in vredestijd gepleegd worden.
In sub a-k, eerste lid van artikel 4 WIM worden elf verschillende misdragingen opgesomd die een misdrijf tegen de menselijkheid kunnen vormen, namelijk: opzettelijk doden; uitroeiing; slavernij; deportatie; gevangenneming; marteling; seksueel geweld; vervolging; gedwongen verdwijning van een persoon; apartheid; andere onmenselijke handelingen. Definities van deze misdragingen worden gegeven in artikel 1 en artikel 4 lid 2 en 3 WIM.

#### Oorlogsmisdrijven
De oude Wet Oorlogstrafrecht kende in artikel 8 een ruim geformuleerde strafbepaling inzake oorlogsmisdrijven. Strafbaar gesteld was "hij die zich schuldig maakt aan een schending van de wetten en gebruiken van de oorlog". In de WIM zijn de strafbare gedraging die een oorlogsmisdrijf vormen nader omschreven. Het Statuut van Rome heeft daarbij als voorbeeld gediend, maar er zijn tevens strafbare gedragingen uit andere verdragen (waar Nederland partij bij is) opgenomen de WIM. In artikel 5(4) zijn bijvoorbeeld gedragingen tegen het Tweede Protocol bij het Haags Verdrag van 1954 inzake de bescherming van culturele goederen in het geval van een gewapend conflict opgenomen en artikel 5(2) kent enkele extra misdrijven die op het Eerste Aanvullend Protocol bij de Conventies van Genève zijn gebaseerd. De oorlogsmisdrijven staan verspreid over artikel 5 tot en met 7. Artikel 5 bevat een oorlogsmisdrijven gepleegd tijdens internationaal gewapend conflict en artikel 6 oorlogsmisdrijven gepleegd binnen een niet-internationaal conflict. artikel 7 bevat een restcategorie en fungeert tevens als vangnetbepaling.
Centraal binnen de artikelen 5-7 WIM staat het begrip (internationaal) gewapend conflict. Deze term is tot stand gekomen bij de Verdragen van Genève ter vervanging van de term oorlog. Het werd namelijk als onwenselijk geacht dat men de toepassing van het oorlogsrecht kon blokkeren door het ontbreken van een formele oorlogsverklaring, of door de ontkenning dat er sprake is van een oorlog. De termen oorlog en gewapend conflict zijn dan ook niet inwisselbaar. De term oorlog is afhankelijk van een formele oorlogsverklaring en mede daardoor beperkter dan het nieuwere begrip gewapend conflict, waarbij er sprake is van een feitelijk oordeel dat er gevechtshandelingen plaatsvinden. Van een niet-internationaal conflict is sprake indien het gewapend conflict zich afspeelt tussen "regeringsleger en oppositionele groeperingen"; de ondergrens wordt bereikt bij "andersoortige interne ongeregeldheden en spanningen".

#### Foltering
Hoewel «marteling» reeds in de WIM is opgenomen als oorlogsmisdrijf en misdrijf tegen de menselijkheid, is «foltering» ook (apart) strafbaar gesteld. Dit werd nodig geacht, omdat de definities van marteling en van foltering van elkaar afwijken. In de eerste plaats vereist foltering, conform het Verdrag tegen foltering en andere wrede, onmenselijke en onterende behandeling of bestraffing, de betrokkenheid van een overheidsfunctionaris. Daarnaast moet de foltering gepleegd worden met een bepaald oogmerk, bijvoorbeeld het verkrijgen van inlichtingen. Beide vereisten zijn niet vereist voor marteling als oorlogsmisdrijf of misdrijf tegen de menselijkheid, waardoor deze bepalingen op dit punt ruimer zijn geformuleerd. Aan de andere kant is voor marteling als oorlogsmisdrijf wel een verband met een gewapend conflict noodzakelijk; voor marteling als misdrijf tegen de menselijkheid moet er voldaan zijn aan de vereisten van een wijdverbreide of stelselmatige aanval op de burgerbevolking. Deze vereisten beperken marteling juist weer ten opzichte van foltering.
In eerste instantie wilde men de definitie van foltering uit Uitvoeringswet folteringverdrag handhaven. Deze definitie draaide voornamelijk rond het strafrechtelijk begrip mishandeling. Na advies van de Raad van State werd besloten om te breken met deze beschrijving, omdat men de zo dicht mogelijk bij de definitie uit het folteringverdrag wilde blijven. Voor foltering moet er sprake zijn van het "opzettelijk veroorzaken van ernstige pijn of ernstig lijden". Deze pijn kan zowel lichamelijk of geestelijk zijn. Uitgezonderd is pijn die samenhangt met "rechtmatige sancties". Daarnaast moet de marteling geschieden met een specifiek oogmerk, namelijk om een bekentenis te verkrijgen, ter bestraffing, om vrees aan te jagen, te dwingen iets te doen of te dulden, of vanwege een discriminatoire grond. Tot slot moet de marteling van overheidswege worden gepleegd. Slechts marteling die aan deze laatste twee eisen voldoet (oogmerk en persoon van de folteraar) worden door de WIM foltering genoemd.

#### Gedwongen verdwijning van personen
Het misdrijf van «gedwongen verdwijning van personen» werd in de WIM opgenomen ter uitvoering van het Internationaal Verdrag inzake de bescherming van alle personen tegen gedwongen verdwijning. Het verdrag verplicht staten niet alleen om gedwongen verdwijning als misdrijf tegen de menselijkheid op te nemen, maar het verplicht ook om gedwongen verdwijning als apart misdrijf strafbaar te stellen. Gedwongen verdwijning als misdrijf tegen de menselijkheid was reeds in de WIM opgenomen. Mede daarom koos de regering ervoor om het zelfstandige misdrijf ook in de WIM op te nemen. De overige redenen waren: dat het misdrijf ook qua aard en ernst aansluit bij de overige misdrijven in de WIM; dat de aansprakelijkheid van de meerdere reeds in de WIM is geregeld; dat de WIM een ruime extraterritoriale rechtsmachtregeling bezit; dat de uitleveringsexceptie voor politieke misdrijven niet van toepassing is op de misdrijven in de WIM.
Het misdrijf gedwongen verdwijning bestaat uit vier elementen. Er moet er sprake zijn van vrijheidsontneming. Daarnaast moet er een weigering zijn om deze vrijheidsbeneming te erkennen, of indien de persoon gedood is, om informatie te verstrekken over zijn lot. Er moet sprake zijn van overheidsbemoeienis bij de vrijheidsontneming/verhulling en tot slot moet de verdwenen persoon "buiten de bescherming van de wet word[en] geplaatst". Aangezien de definitie van gedwongen verdwijning in het Statuut van Rome en in het VN-verdrag tegen gedwongen verdwijningen niet helemaal overeenkwamen, was het noodzakelijk om aan het misdrijf tegen de menselijkheid enkele redactiewijzigingen aan te brengen.
Het verschil met tussen gedwongen verdwijning en het misdrijf tegen de menselijkheid van gedwongen verdwijning, is dat het zelfstandig misdrijf niet aan de eis hoeft te voldoen dat het gepleegd is 'als onderdeel van een wijdverbreide of stelselmatige aanval gericht tegen een burgerbevolking'. Gedwongen verdwijning is een doorlopend misdrijf. Dit betekent dat iemand zich strafbaar blijft maken zolang er geen uitsluitsel is over het lot van de verdwenen persoon. Hierdoor kan een gedwongen verdwijning die voor de inwerkingtreding van de WIM is gepleegd, maar na de inwerkingtreding van de WIM nog niet is geëindigd, toch vervolgd worden.

#### Samengestelde feiten
In artikel 1 vierde lid WIM zijn enkele commune misdrijven opgenomen die gelijkgesteld worden met misdrijven uit de WIM. Men spreekt ook wel van een samengesteld feit. Een commuun misdrijf wordt gelijkgesteld indien het betrekking heeft op een van de in artikel 3 tot en met 8a WIM genoemde strafbare feiten. Hiervan is sprake "indien de commune misdrijven gericht zijn op een internationaal misdrijf of een internationaal misdrijf als gronddelict hebben." De verwevenheid van de feiten rechtvaardigt dan dat de beginselen uit de WIM (bijvoorbeeld ten aanzien van rechtsmacht) van toepassing zijn op deze strafbare feiten. De commune misdrijven waar het om gaat zijn: artikelen 131 (opruiing) tot en met 134, 140 (deelneming aan criminele organisatie), 189 (begunstiging), 416 (opzetheling), 417 (gewoonteheling), 417bis (schuldheling) en 420bis (witwassen) tot en met 420quater (schuldwitwassen) van het Wetboek van Strafrecht.

### Aansprakelijkheid van de meerdere
Reeds de Wet Oorlogsstrafrecht (in artikel 9) en het Wetboek van Militair Strafrecht (in artikel 148 en 149) kenden bepalingen die de aansprakelijkheid van de meerdere regelden. De «aansprakelijkheid van de meerdere» (Engels: command responsibility) is een internationaal (gewoonte)rechtelijke regel die zijn oorsprong in het oorlogsrecht kent. De regel is tevens opgenomen in artikel 86 lid 2 van het Eerste Aanvullend Protocol bij de Conventies van Genève. In het Statuut van Rome zijn niet alleen militaire bevelshebbers aansprakelijk, maar naast hen ook niet-militaire bevelshebbers. Men spreekt daarom ook van meerdere in plaats van bevelhebber. De aansprakelijkheid van de meerdere houdt kort gezegd in dat de meerdere ook strafbaar is indien een ondergeschikte een misdrijf pleegt en de meerdere daar niet tegen optreedt, of nalaat maatregelen te treffen, indien hij kennis neemt of had horen te nemen van het misdrijf. Het is in artikel 9 WIM opgenomen.
Wil de meerdere aansprakelijk zijn dan moet er aan vier voorwaarden zijn voldaan. Er moet allereerst sprake zijn van een hiërarchische relatie tussen meerdere en ondergeschikte, waarbij de meerdere effectieve controle uitoefent over de ondergeschikte. Die ondergeschikte moet vervolgens voornemens zijn om een misdrijf te plegen, of dit misdrijf reeds gepleegd hebben. De meerdere dient kennis van het gepleegde misdrijf, of ernstige vermoedens dat het misdrijf gepleegd gaat worden, te hebben. Als de meerdere ten slotte verzuimt om maatregelen tegen de ondergeschikte te treffen is de meerdere aansprakelijk voor het gedrag van de ondergeschikte. Aansprakelijkheid ontstaat dus als de meerdere vooraf geen maatregel neemt om het plegen van het misdrijf te voorkomen, of als hij geen maatregel neemt nadat het misdrijf is gepleegd. De WIM kent twee varianten: een doleuze variant waarbij de meerdere opzettelijk niet aan zijn verplichtingen voldoet en een culpoze variant waarbij de meerdere door aanmerkelijke nalatigheid of onvoorzichtigheid niet aan zijn verplichtingen voldoet. Het verschil tussen het doleuze en het culpoze variant is zichtbaar in de strafmaat; de maximumstraf bij de culpoze variant is twee derde van het normale strafmaximum.

### Schulduitsluitingsgrond bevel van de meerdere
In artikel 11 WIM is de bijzondere schulduitsluitingsgrond «bevel van de meerdere» opgenomen. Het vormt in zekere mate de bijzondere pedant van de in artikel 43 Wetboek van Strafrecht opgenomen algemene schulduitsluitingsgrond «onbevoegd gegeven ambtelijk bevel». Zowel de Wet Oorlogstrafrecht, Uitvoeringswet genocideverdrag en de Uitvoeringswet folterverdrag sloten de toepassing van de schulduitsluitingsgronden in artikel 42 Sr (wettelijk voorschrift) en artikel 43 Sr ([on]bevoegd gegeven ambtelijk bevel) uit. Artikel 11 WIM brak hier, naar aanleiding van aan artikel 33 van het Statuut van Rome, mee. Artikel 33 van het Statuut ontheft de pleger van aansprakelijkheid indien voldaan is aan drie eisen: het bevel is gegeven door een meerdere waarvan de dader wettelijk verplicht is om het bevel op te volgen; de dader wist niet dat het bevel onwettig was; het bevel zelf was niet onmiskenbaar onwettig. het tweede lid voegt daaraan toe dat een bevel tot het plegen van misdrijven tegen de menselijkheid en genocide altijd als onwettig worden beschouwd.
Het eerste lid van artikel 11 WIM bevat de basisregel dat een misdrijf "begaan ter uitvoering van een voorschrift, gegeven door de wetgevende macht van een staat, of ter uitvoering van een bevel van een meerdere" de strafbaarheid van de dader niet opheft. Het tweede lid bevat de schulduitsluitingsgrond bevel van de meerdere. De dader moet aan twee voorwaarden voldoen: het bevel van de meerdere moet door de ondergeschikte "te goeder trouw als bevoegd gegeven [worden] beschouwd" en hij moest verplicht zijn om het bevel ook uit te voeren. Het derde lid bevat "de wettelijke fictie dat een bevel tot het plegen van genocide of een misdrijf tegen de menselijkheid kennelijk onbevoegd gegeven is". Hierdoor kan de dader van zulk een misdrijf zich er niet op beroepen dat hij te goeder trouw heeft gehandeld.

### Algemene bepalingen
De WIM bevat de nog enkele andere bepalingen die ook soms afwijken van het commune strafrecht. Onder andere de uitsluiting van de politieke exceptie bij uitlevering, een afwijkende regeling met betrekking tot verjaring en de exclusieve bevoegdheid van de rechtbank Den Haag om kennis te nemen van WIM-zaken. Daarnaast bepaalt artikel 14 WIM dat bij een veroordeling voor (ten minste) een jaar de ontzetting van het kiesrecht kan worden uitgesproken.

#### Politieke exceptie
Artikel 12 WIM sluit uitdrukkelijk de politieke exceptie bij uitlevering uit ten opzichte van de in de WIM vervatte misdrijven. De politieke exceptie is opgenomen in artikel 11(1) Uitleveringswet en luidt: "uitlevering wordt niet toegestaan voor strafbare feiten van politieke aard, met inbegrip van daarmede samenhangende feiten." Artikel 12 WIM sluit dit ook voor de Wet overlevering inzake oorlogsmisdrijven, hoewel deze wet de politieke exceptie niet uitdrukkelijk kent. Door uitsluiting van de politieke exceptie kan de uitlevering van de opgeëiste persoon niet gestuit worden als deze zich op de politieke aard van het internationale misdrijf beroept.

#### Verjaring
Artikel 13 WIM bevat een afwijkende regeling met betrekking tot de verjaring van de misdrijven in de WIM. In tegenstelling tot het commune strafrecht verjaren de misdrijven namelijk niet. Een uitzondering wordt gemaakt voor de lichtste oorlogsmisdrijven die opgenomen zijn in het eerste lid van artikel 7 WIM en die een maximum straf van tien jaar kennen. Deze uitzondering vindt zijn oorsprong in de Wet van 8 april 1971, houdende vaststelling van nadere regels betreffende de verjaring van het recht tot strafvordering en uitvoering van straf ter zake van oorlogsmisdrijven en misdrijven tegen de menselijkheid , Stb. 210. Deze wet wijzigde onder andere dat oorlogsmisdrijven in de WO niet meer verjaarden. Echter, werden ook bij die wet de lichtste oorlogsmisdrijven uitgezonderd. Volgens de regering kon de uitzondering in de WIM gehandhaafd blijven, ook al kent het Statuut van Rome een bepaling dat de misdrijven daarin niet verjaren. De uitgezonderde misdrijven zijn namelijk niet opgenomen in het Statuut. De regering is tevens van mening dat andere internationale verdragen niet van toepassing zijn op deze categorie van oorlogsmisdrijven. Zij noemt het VN verdrag inzake de niet-verjaring van oorlogsmisdaden (waar Nederland geen partij bij is) welk verdrag zich volgens de regering slechts beperkt tot grove schendingen van de Verdragen van Genève en misdrijven tegen de menselijkheid; de uitgezonderde oorlogsmisdrijven behoren echter niet tot deze twee categorieën. Daarnaast noemt de regering het Europees Verdrag betreffende de niet-toepasselijkheid van verjaring ter zake van misdrijven tegen de menselijkheid en oorlogsmisdrijven, dat Nederland wel ondertekend heeft (maar dat nog niet in werking is getreden). Volgens de regering beperkt ook dit verdrag zich tot grove schendingen van de Verdragen van Genève, misdrijven tegen de menselijkheid en daarnaast nog genocide.

#### Bevoegde rechter
In afwijking van het commune strafrecht is de rechtbank Den Haag exclusief bevoegd om in eerste aanleg kennis te nemen van zaken gebaseerd op de WIM. Een uitzondering wordt gevormd door strafzaken tegen militairen. Voor hen blijft, op basis van de Wet militaire strafrechtspraak, de rechtbank Arnhem bevoegd. De regering koos voor het vestigen van exclusieve bevoegdheid van de rechtbank Den Haag, omdat deze rechtbank reeds belast was met beoordelen van internationale rechtshulpverzoeken van het Joegoslaviëtribunaal en het Internationaal Strafhof. Door ook de vervolging van verdachten van internationale misdrijven bij deze rechtbank te vestigen, hoopte de regering te komen tot "een bundeling van kennis die zowel uit een oogpunt van kwaliteit als doelmatigheid van rechtspraak voordelen heeft." De uitzondering waarbij de rechtbank Arnhem bevoegd is ziet op de berechting van Nederlandse militairen en zij die daaraan gelijkgesteld zijn, zoals krijgsgevangenen. Buitenlandse militairen die geen krijgsgevangene zijn zullen naar het Nederlandse recht niet gezien worden als militairen. Over hen is dus de rechtbank in Den Haag bevoegd.